# Satine Phoenix
Pour les articles homonymes, voir Phénix (homonymie).
Satine Phoenix (née le 22 mai 1980 à Olongapo, aux Philippines), est une actrice pornographique, illustratrice et peintre américaine,.

## Biographie
Phoenix était programmeuse et strip-teaseuse à San Francisco avant de débuter dans la pornographie,,. Beaucoup de ses apparitions sont centrées sur sa capacité à exécuter des performances extrêmes (fisting, ingestion d'urine, bondage, BDSM et torture) et de films fétichistes,. Elle est apparue dans plus d'une centaine de films X depuis ses débuts en 2006 jusqu'à l'arrêt de sa carrière en 2011. Phoenix a notamment tourné pour les studios Kink.com et Insex,. Elle anime également une émission sur KSEX Radio. Le peintre suédois Karl Backman a peint un portrait de l'actrice, en 2012, et le photographe américain Chad Michael Ward a photographié l'actrice, en 2008,,,.

## Filmographie succincte
- 2006 Pussy Foot'n 17
- 2007 The 4 Finger Club 23
- 2007 Women Seeking Women 31 & 35
- 2008 Women Seeking Women 45
- 2008 Lesbian Adventures of Satine Phoenix
- 2009 Lesbian Adventures: Lingerie Dreams
- 2010 Sex Slaves
- 2011 Anastasia Pierce Is All Tied Up
- 2012 Bored Housewives
- 2013 Wired Pussy 5798
- 2014 I Wanna Play With Myself 6
- 2016 Pornstar Tickle Time

## Récompenses et nominations
- 2007, Adultcon Award nominee – Best Actress in an Intercourse Performance[9]
- 2008, Sexopolis Award – Best Sex Kitten[10]
- 2010, Bondage Awards nominee - Best Comic Artist[2]